# I-367
I-367 — підводний човен Імперського флоту Японії, який брав участь у бойових діях Другої світової війни.

## Загальна інформація
Корабель спорудили у 1944 році на верфі компанії Mitsubishi в Кобе. Він належав до типу D (також відомий як клас I-361) та проєктом призначався для здійснення транспортних місій з метою постачання численних японських гарнізонів, які з другої половини 1942-го почали все частіше потрапляти у блокаду союзних сил. Втім, для самозахисту на човні все-таки зберегли два торпедні апарати (без запасних торпед).

## Бойова служба
31 жовтня — 12 листопада 1944-го І-367 провів свій перший транспортний рейс з Йокосуки до острова Мінаміторісіма (Маркус) та назад, здійснивши доставку 61 тони припасів.
4 грудня 1944 — 1 січня 1945-го човен виконав другий транспортний рейс, на цей раз до мікронезійського острова Вейк, куди він доправив із Йокосуки 81 тону вантажу.
Після другого транспортного рейсу І-367 призначили для переобладнання у носій 5 керованих торпед «кайтен». 5 травня 1945-го човен вирушив у свою першу бойову місію, маючи завдання діяти проти кораблів союзників у районі між островом Окінава (за який вже майже більше місяця велись важкі бої) та Маріанськими островами. 27 травня І-367 запустив два «кайтени» (ще три мали різні технічні проблеми) для атаки на конвой, проте досягнути якогось успіху не вдалось (один з апаратів потопив вогнем артилерії американський флотський буксир). 4 червня човен повернувся до метрополії.
У середині липня 1945-го човен дістав наказ розпочати другу бойову місію в тому ж Філіппінському морі, в районі за кількасот кілометрів на південний схід від Окінави (на той час битва за цей острів вже завершилась перемогою союзників). Цього разу І-367 не зміг зустріти супротивника і 15 серпня, в день оголошення про капітуляцію Японії, човен повернувся на базу.
У вересні 1945-го човен перейшов під контроль союзників, а 1 квітня 1946-го його затопили у Східнокитайському морі.